# Phortica
Phortica este un gen de muște din familia Drosophilidae.

## Specii[1]
- Phortica acongruens
- Phortica afoliolata
- Phortica africana
- Phortica albavictoria
- Phortica albodorsata
- Phortica alpha
- Phortica angulata
- Phortica annulata
- Phortica antheria
- Phortica antillaria
- Phortica bandes
- Phortica bicornuta
- Phortica bipartita
- Phortica biprotrusa
- Phortica brachychaeta
- Phortica cardua
- Phortica chi
- Phortica conifera
- Phortica curvispina
- Phortica eparmata
- Phortica epsilon
- Phortica erinacea
- Phortica eugamma
- Phortica excrescentiosa
- Phortica expansa
- Phortica fangae
- Phortica fenestrata
- Phortica flavithorax
- Phortica flexuosa
- Phortica foliacea
- Phortica foliata
- Phortica foliiseta
- Phortica foliisetoides
- Phortica gamma
- Phortica gigas
- Phortica glabra
- Phortica glabtabula
- Phortica goetzi
- Phortica gombakana
- Phortica hainanensis
- Phortica hani
- Phortica helva
- Phortica hongae
- Phortica huachucae
- Phortica huazhii
- Phortica huiluoi
- Phortica iota
- Phortica jamilii
- Phortica kappa
- Phortica kinabalensis
- Phortica kukuanensis
- Phortica lambda
- Phortica lanuginosa
- Phortica latifoliacea
- Phortica latipenis
- Phortica liewi
- Phortica linae
- Phortica longipenis
- Phortica machoruka
- Phortica maculiceps
- Phortica magna
- Phortica manjano
- Phortica melanopous
- Phortica membranifera
- Phortica multiprocera
- Phortica ni
- Phortica nigrifoliiseta
- Phortica nudiarista
- Phortica okadai
- Phortica oldenbergi
- Phortica omega
- Phortica orientalis
- Phortica palmata
- Phortica pangi
- Phortica pappi
- Phortica paramagna
- Phortica parviarista
- Phortica pasohensis
- Phortica penidenticulata
- Phortica perforcipata
- Phortica pi
- Phortica picta
- Phortica polychaeta
- Phortica protrusa
- Phortica pseudogigas
- Phortica pseudopi
- Phortica pseudotau
- Phortica psi
- Phortica radiata
- Phortica rhagolobos
- Phortica saeta
- Phortica sagittaristula
- Phortica saltiaristula
- Phortica semivirgo
- Phortica setitabula
- Phortica sexpunctata
- Phortica shillongensis
- Phortica sobodo
- Phortica speculum
- Phortica spinosa
- Phortica subradiata
- Phortica symmetria
- Phortica takadai
- Phortica tanabei
- Phortica tau
- Phortica uncinata
- Phortica unipetala
- Phortica unispina
- Phortica variegata
- Phortica varipes
- Phortica watanabei
- Phortica vinywelea
- Phortica vumbae
- Phortica xishuangbanna
- Phortica xyleboriphaga
- Phortica zeta